# Misol-Ha

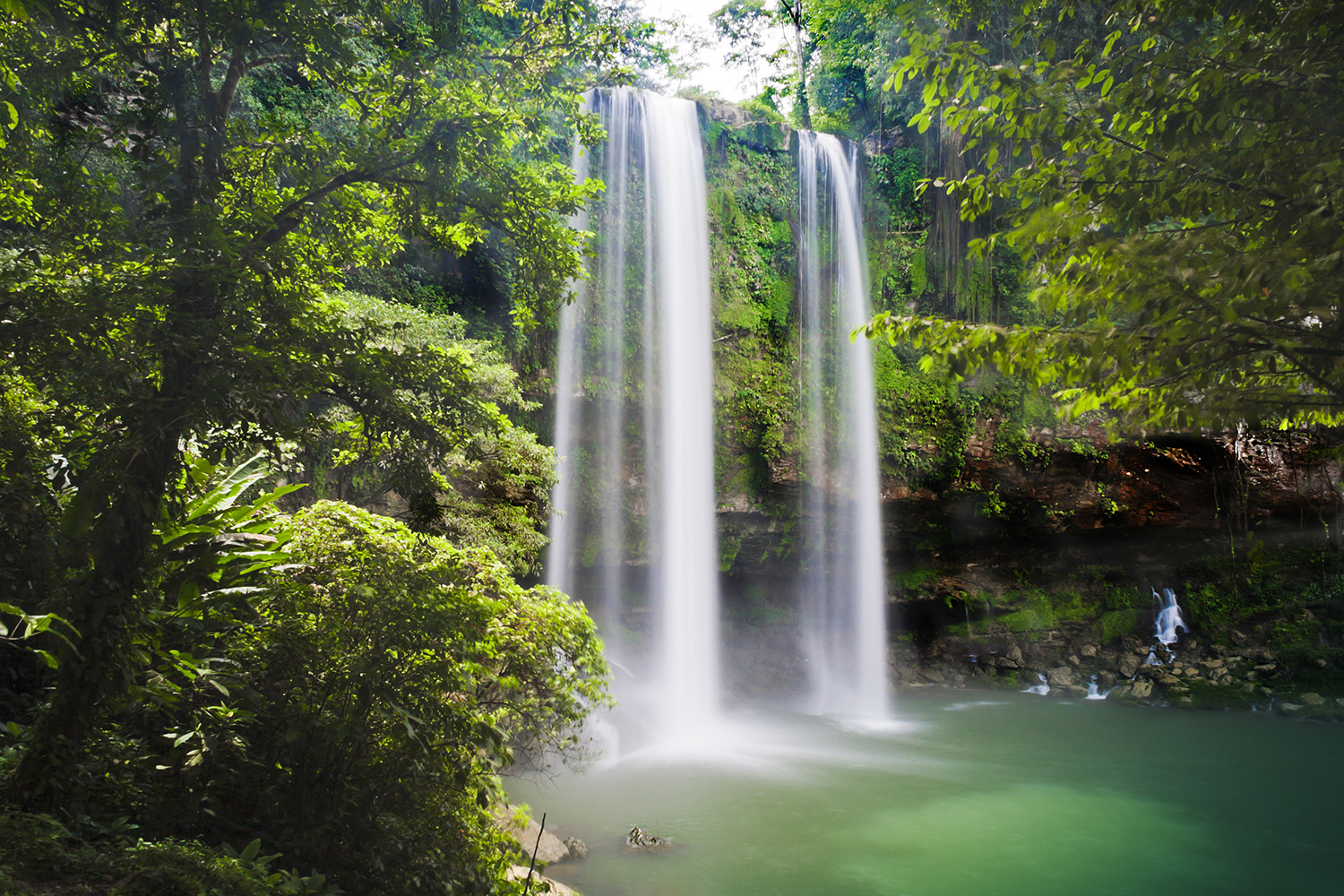
Misol-Ha Gesamtansicht

Misol-Ha ist ein Wasserfall im mexikanischen Bundesstaat Chiapas etwa 30 Kilometer westlich der Stadt Palenque.
Der Wasserfall hat eine Höhe von 35 Metern und ist eine touristische Sehenswürdigkeit. Auf einem Weg gelangt man hinter die Kaskade, wo es eine ca. 20 Meter tiefe Höhle mit einem kleinen See gibt.